# Emil Heimsoth
Emil Heimsoth (* 7. Juli 1858 in Schwerin; † 10. Oktober 1938 ebenda) war ein deutscher Politiker (DDP).

## Leben
Heimsoth war gelernter Steindrucker und Maler und seit 1885 Malermeister in Schwerin. 1908 gründete er den linksliberalen Verein für Schwerin. Von 1903 bis 1918 war Heimsoth Mitglied im Bürgerausschuss in Schwerin. 1907 kandidierte er erfolglos für den Reichstag. 1918 wurde er Kreisvorsitzender der DDP und Mitglied im Landesvorstand der DDP. Ab 1919 gehörte Heimsoth dem Verfassunggebenden Landtag von Mecklenburg-Schwerin an, anschließend auch dem ersten und zweiten ordentlichen Landtag von Mecklenburg-Schwerin. Im ersten Landtag war Heimsoth auf Wahlvorschlag der DVP.